# Asia Television Limited

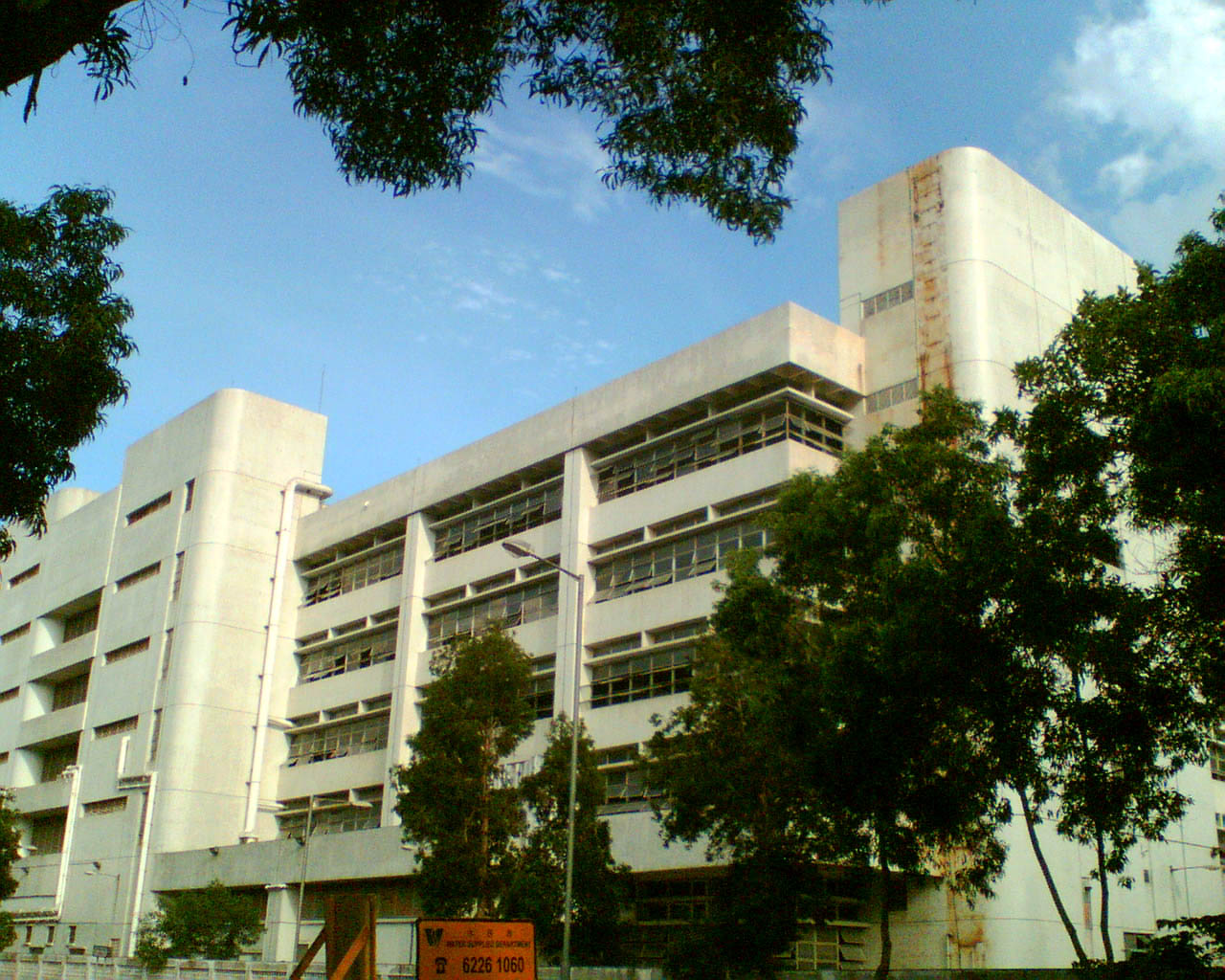
Hoofdgebouw van ATV

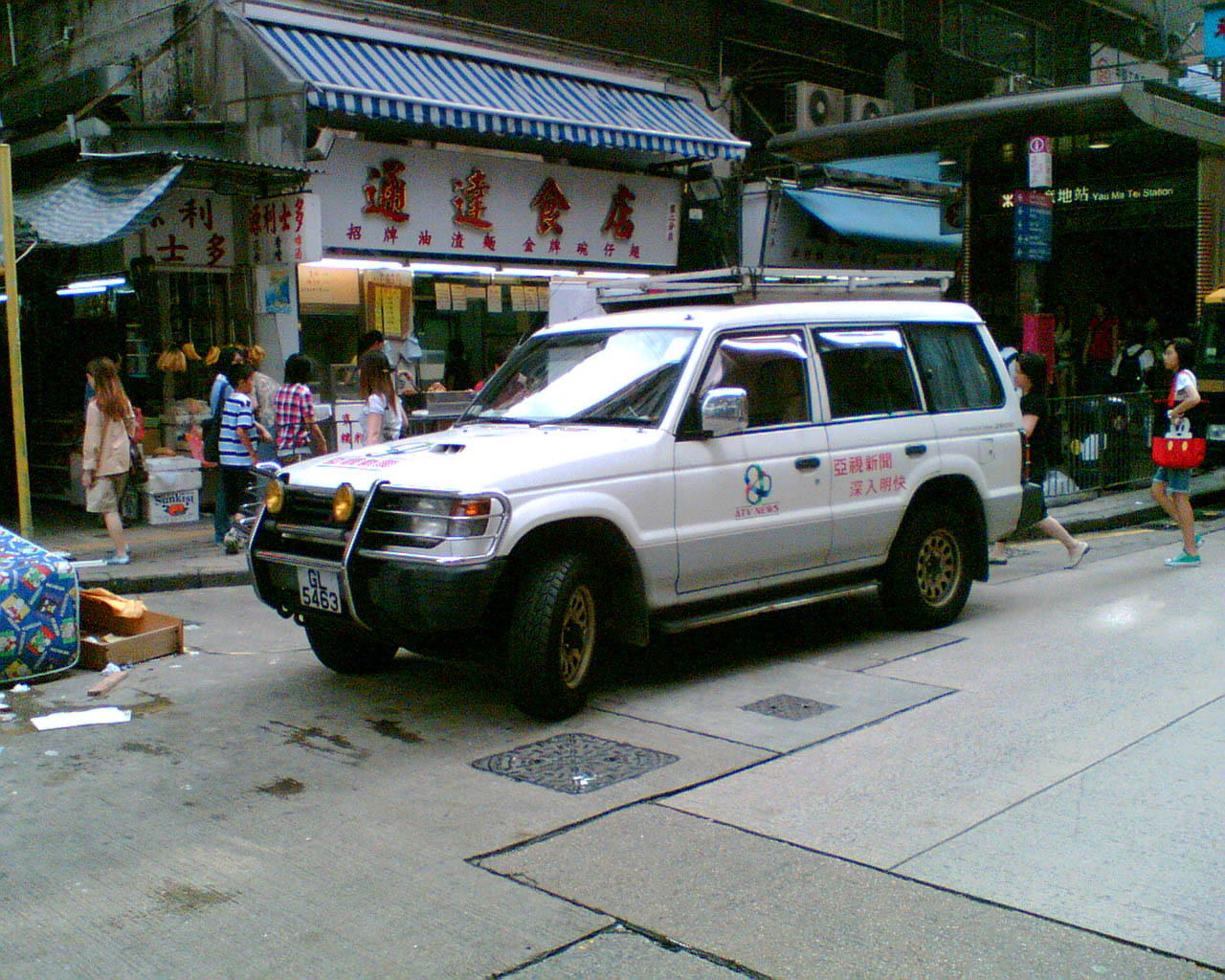
Auto van ATV Nieuws

Asia Television Limited of ATV is een commerciële Hongkongse televisiemaatschappij. Zijn grootste concurrent is TVB. ATV is gevestigd in Tai Po Industrial Estate, Tai Po, Hongkong. Het Chinese televisiebedrijf Guangdong TV werkt nauw samen met ATV. ATV wordt door sommige critici beschreven als een pro-Chinees televisiebedrijf. De demonstratie op 1 juli in Hongkong werd nauwelijks besproken in het nieuws en in plaats daarvan  vertelt het nieuws op ATV veel over de goede relatie tussen de Volksrepubliek China en Hongkong.

## Geschiedenis
HKATV is de oudste televisiemaatschappij van Hongkong. Het bestaat al sinds 29 mei 1957. Toen heette het bedrijf nog Rediffusion Television (RTV). In 1982 werd het bedrijf omgedoopt tot Asia Television Limited en ATV. Het was grotendeels in handen van de familie Chiu.

## Televisiezenders
- aTV1/aTV Home 本港台
- aTV2/aTV nieuwszender 新聞財經頻道
- aTV3/aTV mannenzender 動感資訊頻道
- aTV4/aTV vrouwenzender 魅力資訊頻道
- aTV5/aTV pluskanaal 文化資訊頻道
- aTV6/aTV wereldzender 國際台
- aTV7 is CCTV-4 中央電視台中文國際頻道
- aTV9/aTV hdtv-zender 高清頻道

## Televisieprogramma's
ATV heeft vele programma's gemaakt. Zoals de Hongkongse versie van Who Wants to Be a Millionaire? (百萬富翁) en Miss Asia Pageant.

### ATV-series
- 1993: Shanghai Godfather II (再見黃埔灘 II 之再起風雲)
- 1994: Bays Of Being Parents (可憐天下父母心)
- 1994: Beauty Pageant (鳳凰傳説)
- 1994: Secret Battle Of The Majesty (君臨天下)
- 1994: Outlaw Hero (法外英雄)
- 1995: Vampire Expert (僵屍道長)
- 1995: Pao Qingtian (ook bekend als Judge Bao) (包青天之公正廉明)
- 1996: The Little Vagrant Lady (飃零燕)
- 1996: King Of Gamblers (千王之王重出江湖)
- 1996: Vampire Expert II (僵屍道長II)
- 1996: Tales From The Dorms (坊間故事之甘戴綠頭巾)
- 1996: The Little Vagrant Lady II (飃零燕 II 之孤星淚)
- 1997: Year Of Chameleon (97 變色龍)
- 1997: Coincidentally (等著你回來)
- 1997: Pride Of Chaozhou (我來自潮州)
- 1997: Gold Rush (著數一族)
- 1998: Thou Shalt Not Cheat (呆佬賀壽)
- 1998: Heroine Of The Yangs (穆桂英大破天門陣)
- 1998: Heroine Of The Yangs II (穆桂英 II 十二寡婦征西)
- 1998: I Come From Guangzhou (我來自廣州)
- 1998: My Date with a Vampire (我和殭屍有個約會)
- 1999: Ten Tigers Of Guangdong (廣東十虎), een coproductie met het Taiwanese Sanlih Network
- 1999: Flaming Brothers (縱橫四海)
- 2000: My Date with a Vampire 2 (我和殭屍有個約會II)
- 2000: Showbiz Tycoon
- 2001: To Where He Belongs
- 2001: Healing Hearts (俠骨仁心)
- 2002: Mission In Trouble
- 2004: Asian Heroes
- 2004: My Date with a Vampire 3 - the Eternal Legend (我和殭屍有個約會III之永恆國度)
- 2006: Walled Village
- 2006: Relentless Justice (No Turning Back)
- 2008: Flaming Butterfly (火蝴蝶)

## ATV-acteurs van nu
- Jaclyn Chu
- Kenneth Chan
- Pinky Cheung
- Hawick Lau - voorheen TVB
- Gilbert Lam
- Jin Ling
- Teresa Mak Ka-ki
- William Chak
- Judy Tsang
- Derek To
- Karen Chan
- William Chow
- Lo Hoi Pang - voorheen TVB
- Joyce Chen - voorheen TVB
- Cynthia Ho
- Choi Kwok Wai
- Lulu Ng
- Nic Yan
- Kitty Wang
- Law Shek Yin
- Daryna Shevchenko
- Jerry Leung
- Wong Oi Yiu
- Chun Kai Wai
- Faye Tung
- Lam Wai - voorheen TVB
- Baby Bo
- Billy Lau Nam Kwing - voorheen TVB
- Bonnie Wong
- Idea Ng
- Huang Li Mei
- Amiko Wong
- Tsang Wai Ming
- Jessica Lee
- Philip Keung
- Cheng Shu Fung
- Kung To
- Kwan Wai Lun
- Fiona Yuen - voorheen TVB
- Winnie Shum - voorheen TVB
- Angel Ho - voorheen TVB
- Amy Fan - voorheen TVB
- Michael Tong - voorheen TVB
- Rain Li - voorheen TVB